# Anamefiorinia lidgetti
Anamefiorinia lidgetti är en insektsart som först beskrevs av Green 1900.  Anamefiorinia lidgetti ingår i släktet Anamefiorinia och familjen pansarsköldlöss. Inga underarter finns listade i Catalogue of Life.